# Ichthyosarcolitidae
De Ichthyosarcolitidae zijn een familie van uitgestorven tweekleppigen uit de orde Hippuritida.